# Promiopteryx stigmatica
Promiopteryx stigmatica är en bönsyrseart som beskrevs av Hermann Burmeister 1838. Promiopteryx stigmatica ingår i släktet Promiopteryx och familjen Thespidae. Inga underarter finns listade i Catalogue of Life.